# Gilead Sciences
Gilead Sciences [gilied …] je americká farmaceutická společnost, zaměřující  se zejména na vývoj antivirotik.
Mezi její nejznámější produkty patří Tamiflu, užívané v léčbě chřipky, nebo Viread, užívaný v léčbě HIV/AIDS a hepatitidy B. Patent na tuto látku společnost odkoupila od Antonína Holého a jeho týmu. Společnost také vyvinula experimentální antivirotikum remdesivir, které účinkuje jako analog adenosinu. Je určen k léčbě infekcí způsobených viry Ebola a Marburg, je účinné i proti RNA virům včetně koronavirů. Ověřuje se též jeho účinnost proti onemocnění covid-19.